# Jens Essendrop
Jens Essendrop (24. november 1723 i Christiania – 12. december 1801 i Kongsberg) var en norsk teolog, bjergværksmand og topograf.

## Uddannelse og karriere
Han var søn af lektiehører, senere sognepræst Søren Essendrop (1695-1741) og Pauline Holst (1700-1740). Essendrop havde åbenbart rigelige midler, for først i 1750 blev han cand.theol. fra Københavns Universitet. Han blev dog aldrig præst. Essendrop var i flere år huslærer hos familien Tordenstjerne på Gullaug i Lier. Senere omtales han som "kommissionær" – muligvis for vareleverancer til sølvværket på Kongsberg.
1761 blev han assessor ved Bergamtet, som både var underinstans for de søndenfjeldske bjergsager og underret for Kongsberg om omegn. Han blev 1770 konstituteret og 1771 fast overbergamtsforvalter i Kongsberg, hvilket også indbar embedet som præsident for magistraten. I 1777 blev han virkelig justitsråd og indehavde sine stillinger til sin død 1801.

## Topograf
I 1761 udgav Jens Essendrop Physisk Oeconomisk Beskrivelse over Lier Præstegield, som skabte en helt ny genre i Norge: Den topografiske beskrivelse af samtlige forhold i en bygd (dog er Essendrops fokus i mindre grad på de kulturelle forhold). 1762 udgav han en oversættelse af et svensk skrift fra 1756 om forbedringer af landbrug og svinehold; i et senere oplag tilføjede han et kapitel om kartoffeldyrkning. 1760 fik han udgivet en artikel om landbrug og 1794 en om jernværksdrift. Han blev medlem af flere landbrugsselskaber og lærde selskaber, bl.a. Det Kongelige Norske Videnskabers Selskab.
Ifølge Essendrops værk skulle man begynde med en beskrivelse af lokalområdet, førend en beskrivelse af hele landet kunne gennemføres. Som både patriot og barn af oplysningstiden fremfører Essendrop "Tanker til Landets Ære og Forbedring" og stræber efter at bortrydde gamle sædvaner og fordomme, som kan stå i vejen for et bedre jordbrug og en mere effektiv administration. Han fik selv demonstreret dette i praksis ved sin forbedring af landbruget på gården Landsverk i Sandsvær.
Han blev gift 25. september 1765 med Else Marie Svell (døbt 24. september 1727 – begravet 4. juli 1811), datter af Povel Svell og Maren Knudsdatter.